# Kaplica Ewangelicko-Augsburska w Paruszowicach
Kaplica Ewangelicko-Augsburska – polska ewangelicko-augsburska kaplica w Paruszowicach, należąca do parafii Ewangelicko-Augsburskiej w Wołczynie w diecezji katowickiej.

## Historia kaplicy
Pierwsza wzmianka o kaplicy w Paruszowicach pochodzi z 1376 roku. Obecna, wybudowana została jako kaplica dworska w XV wieku. Przebudowana została w XIX wieku. Do 1945 roku wchodziła w skład parafii ewangelickiej w Dobiercicach. Po II wojnie światowej, gdy kościół w Dobiercicach został przejęty przez katolików, należy do parafii ewangelicko-augsburskiej w Wołczynie.

## Architektura i wnętrze kaplicy
Kaplica zbudowana została na planie kwadratu. Użyto kamienia jako materiału budowlanego, jedynie otwory okienne oraz obramienie drzwi wejściowych wyłożono cegłą. Budowla powstała w stylu gotyckim, jest murowana, orientowana, salowa, nakryta dachem namiotowym z wysmukłą sygnaturką, osadzoną na kalenicy. Wewnątrz kaplicy zachowały się, m.in.: 
- gotycki ołtarz w formie tryptyku,
- chrzcielnicę z 1674 roku,
- barokowy krucyfiks.

Wokół kaplicy zachował się wzniesiony z kamienia mur cmentarny, z obszernym parkiem krajobrazowym. 
W maju 1995 roku, nastąpiło włamanie do kaplicy, zaginęły wówczas: tryptyk, chrzcielnica i 5 zabytkowych rzeźb. Obecnie, dzięki miejscowym ewangelikom, ołtarz został odtworzony.